# Leucon laticaudus
Leucon laticaudus är en kräftdjursart som beskrevs av Lomakina 1952. Leucon laticaudus ingår i släktet Leucon och familjen Leuconidae. Inga underarter finns listade i Catalogue of Life.